# Villukuri
Villukuri é uma panchayat (vila) no distrito de Kanniyakumari, no estado indiano de Tamil Nadu.

## Demografia
Segundo o censo de 2001, Villukuri tinha uma população de 13,397 habitantes. Os indivíduos do sexo masculino constituem 49% da população e os do sexo feminino 51%. Villukuri tem uma taxa de literacia de 77%, superior à média nacional de 59.5%: a literacia no sexo masculino é de 80% e no sexo feminino é de 74%. Em Villukuri, 9% da população está abaixo dos 6 anos de idade.